# 胡町停留場
胡町停留場（えびすちょうていりゅうじょう、胡町電停）は、広島県広島市中区にある広島電鉄本線の停留場である。駅番号はM04。
広島駅方面ホームが鉄砲町、紙屋町方面ホームが幟町に位置する。

## 歴史
当停留場は1912年（大正元年）11月、本線が広島駅前停留場から紙屋町停留場までの区間で開通したのと同日に開設された。開設時の停留場名は上流川町停留場（かみながれかわちょうていりゅうじょう）で、これは当時の町名に由来する。停留場名はその後流川町停留場（ながれかわちょうていりゅうじょう）へと改められている。
1945年（昭和20年）8月6日の広島市への原子爆弾投下により広島電鉄の市内線は全区間で休止するが、当停留場を含む本線の山口町停留場（現・銀山町停留場）から八丁堀停留場までの区間は同年の10月には復旧を果たしている。1965年（昭和40年）4月1日には広島市が町名変更を実施、上流町が胡町へと変更されたことに伴い同日に流川町停留場から胡町停留場へと改称された。

### 年表
- 1912年（大正元年）11月23日：本線の開業と同時に上流川町停留場として開業[4][7]。
- 時期不詳：流川町停留場に改称[注釈 2]。
- 1945年（昭和20年）
  - 8月6日：原爆投下により休止[4]。
  - 10月1日：本線の八丁堀 - 山口町間が運行再開[4]。
- 1965年（昭和40年）4月1日：広島市内の町名変更に伴い、胡町停留場に改称[4][7]。
- 1996年（平成8年）10月：駅番号「M6」を付与[8]。
- 2025年（令和7年）8月3日：駅番号を「M04」へ変更[9]。

1920年（大正9年）以前に停留場名を「流川」とし、1960年（昭和35年）3月30日より「流川町」に改称されたとする資料も存在するが、それ以前に停留場名を「流川町」としている資料もあり、表記には揺れが見られる。

## 停留場構造
本線はほぼ全区間で道路の上に軌道が敷かれた併用軌道であり、当停留場も道路上にホームが設置されている。
ホームは低床式で上下2面あり、東西方向に伸びる2本の線路を挟み込むように配置されている。ただし互いのホーム位置は交差点を挟んで斜向かいにあり、交差点の東に広電西広島（己斐）駅方面の下りホームが、西に広島駅方面の上りホームがある。1973年から74年にかけて車両の大型化が進んだことに伴い、停留場は延長工事がなされている。1988年（昭和63年）からは上屋が備え付けられた。
無人駅であるが、ひろしまフラワーフェスティバルやとうかさんの開催時には整理員が配置される。

### 運行系統
本線は広島電鉄が運行するすべての系統が乗り入れているが、このうち当停留場には1号線、2号線、6号線、それに0号線が乗り入れる。
| 下りホーム | 0号線                 | 広電本社前ゆき、日赤病院前ゆき |
| 下りホーム | 1号線                 | 広島港ゆき                     |
| 下りホーム | 2号線                 | 広電宮島口ゆき、広電西広島ゆき |
| 下りホーム | 6号線                 | 江波ゆき                       |
| 上りホーム | 1号線 · 2号線 · 6号線 | 広島駅ゆき                     |

## 利用状況
- 胡町停留場の1日平均の乗降人数は6,164人である。（平成11年度）

## 停留場周辺
広島市の歓楽街である新天地が近く、薬研堀通りや流川通りが通じている。下りホームの南には広島三越と天満屋八丁堀ビルが立地し、隣の八丁堀停留場は123メートルと至近距離に位置する。
- 広島胡町郵便局
- 広島金座街商店街
- えびす通り商店街
- 流川
- 百十四銀行広島支店
- ネストホテル広島八丁堀

## 隣の停留場
広島電鉄
本線
快速
通過
各駅停車
銀山町停留場 (M03) - 胡町停留場 (M04) - 八丁堀停留場 (M05)